# Mortlake (Wiktoria)
Mortlake – miasto w Australii, w stanie Wiktoria.